# Blastocaulon scirpeum
Blastocaulon scirpeum là một loài thực vật có hoa trong họ Cỏ dùi trống. Loài này được (Mart. ex Körn.) Giul. mô tả khoa học đầu tiên năm 1978.